# Estación Pinacoteca
La Estación Pinacoteca (en portugués Estação Pinacoteca) es un centro de exposiciones de la ciudad de São Paulo, mantenido por el gobierno del Estado de São Paulo. Se encuentra ubicado en el centro de la ciudad, en Largo General Osório, N.º 66, en el barrio Luz, al lado de la Sala São Paulo y de la Estación Júlio Prestes.
El edificio fue inaugurado en 1914. Antes de convertirse en un espacio cultural había estado bajo administración de la Estrada de Ferro Sorocabana. El mismo edificio, durante el período de la dictadura militar en Brasil (1964-1985), fue sede del Departamento de Orden Político y Social (DOPS), órgano represivo del gobierno, donde eran llevados los presos políticos.
Actualmente, es un espacio ligado a la Pinacoteca de São Paulo. Posee un importante acervo en que se destacan esculturas de Lygia Clark. Además, albergó muestras de Giorgio Morandi e Irán do Espírito Santo.